# 鈴原希実の明日はなんしちょっと?
『鈴原希実の明日はなんしちょっと？』（すずはらのぞみのあしたはなんしちぉっと）は、2023年7月7日から配信されているインターネットラジオ番組。パーソナリティは声優の鈴原希実。
番組開始から2025年3月28日までは超!A&G+にて配信されていたが、超!A&G+のサービス終了に伴い、2025年4月4日からはQloveR「超!A&G+チャンネル」での配信に移行した。また、文化放送地上波でも2025年4月23日より『QloveR SP』枠にて毎月第4水曜（火曜深夜）にQloveRで配信されたものがリピート放送として放送され、このリピート放送はラジオ大阪にも同時ネットされる。

## 概要
2023年4月7日から6月30日まで『ラジオどっとあい』枠で配信された『鈴原希実の週末なんしちょっと？』を改題した上で、7月7日から超!A&G+にて配信開始した。
番組タイトルの「なんしちょっと？」とは博多弁で「何してるの？」という意味であり、鈴原が気軽な会話をしつつ前向きに明日を迎えられることを目指していくものである。
本編の配信終了後にはおまけパートが有料会員限定（ニコニコチャンネル → QloveR）で公開されている。

## 配信・放送時間
QloveR
- 「超!A&G+チャンネル」
  - 2025年4月4日 - ：金曜 22:30 - 23:00
- 番組チャンネル
  - 2025年4月5日 - ：金曜 23:00 更新
    - 本編アーカイブは1週間無料公開、それ以前のアーカイブはQloveR有料会員限定
    - おまけパートをQloveR有料会員限定で公開

文化放送・ラジオ大阪「QloveR SP」
- 2025年4月23日 - ：毎月第4水曜 3:00 - 3:30（火曜深夜）

### 過去の配信時間
超!A&G+
- 本配信
  - 2023年7月7日 - 2025年3月28日：金曜 19:00 - 19:30
- リピート配信
  - 2023年10月8日 - 2025年3月30日：日曜 1:00 - 1:30（土曜深夜）

YouTube（文化放送A&Gチャンネル）
- 2023年7月10日 - 2025年3月31日：月曜 18:00 更新
- 2025年4月4日 - ：金曜 22:00 更新

ニコニコチャンネル
- 2023年7月10日 - 2025年3月31日：月曜 18:00 更新
  - 本編アーカイブとニコニコチャンネル会員（有料）向けのおまけトークを公開
    - 2024年6月17日から8月19日まではニコニコサービスへのサイバー攻撃の影響に伴う各種ニコニコサービス一時停止のため、期間中はおまけトークもYouTubeにて無料で公開した[9][10]。

## コーナー
白黒のんちゃん相談センター
リスナーからのお悩み相談に鈴原が回答する。優しい時は「ホワイトのんちゃん」、厳しい時は「ブラックのんちゃん」のどちらかで回答する。
鈴原ジャッジメント！
様々な勝敗の対決をテーマから鈴原が独断で決めていく。
のんちゃんはできるかな？
チャレンジコーナー。チャレンジに失敗した場合は鈴原がリスナーにご褒美台詞を披露する。